# Tuệ Tĩnh
Tuệ Tĩnh Thiền sư (chữ Hán: 慧靜禪師, 1330 - 1400) là một lương y sống ở giai đoạn cuối thời Trần. Ông được hậu thế suy tôn là tiên thánh của ngành thuốc Nam.

## Tiểu sử
Tuệ Tĩnh có tên thật là Nguyễn Bá Tĩnh (阮伯靜), tự Linh Đàm (靈潭), hiệu Tráng Tử Vô Dật (壯子無逸), Hồng Nghĩa (紅義), quê quán tại hương Xưa, tổng Văn Thai, huyện Cẩm Giàng, phủ Thượng Hồng (nay là thôn Nghĩa Phú, xã Cẩm Vũ, huyện Cẩm Giàng, tỉnh Hải Dương).
Mồ côi cha mẹ từ lúc 6 tuổi, Nguyễn Bá Tĩnh được các nhà sư nuôi cho ăn học tại chùa Hải Triều và chùa Giao Thủy (Nam Định) .
Năm 22 tuổi, ông đậu Thái học sinh dưới triều vua Trần Dụ Tông, nhưng không ra làm quan mà ở lại chùa đi tu lấy pháp hiệu là Tuệ Tĩnh. Những ngày đi tu cũng là những ngày ông chuyên học thuốc, làm thuốc, chữa bệnh cứu người.
Sau khi đi chu du các nơi để nghiên cứu y dược, ông về trụ trì chùa Hộ Xá (năm Đinh Hợi – Chính Long Bảo Ứng thứ năm (1167), vua Lý Anh Tông ban chiếu tu sửa và đổi tên chùa Diên Phúc làm Viên Quang tự, làng Giao Thủy thành Hộ Xá, đến đời Nguyễn chùa rời về làng Nghĩa Xá, xã Xuân Ninh, huyện Xuân Trường, tỉnh Nam Định).
Ông còn viết sách và cho khắc in. Ông đã tu bổ lại chùa này và nhiều chùa ở hạt Sơn Nam và quê hương, dạy y học cho các tăng ni đệ tử, mở rộng việc chữa bệnh làm phúc.
Năm 55 tuổi (1385), với trí tuệ uyên bác trong ngành y thuật của mình, Tuệ Tĩnh bị đưa đi cống cho triều đình nhà Minh. Sang Trung Quốc, ông vẫn làm thuốc, nổi tiếng, được vua Minh phong là Đại y Thiền sư. Ông qua đời tại Giang Nam, Trung Quốc.
Tuệ Tĩnh xót thương cho số phận của mình và luôn đau đáu nỗi niềm một ngày được quay lại quê hương, thoát khỏi cảnh đất khách quê người thể hiện qua việc ông đã khóc trong lễ nhậm chức của mình tại triều đình nhà Minh và cho tới ngày nay, trên bia mộ của ông vẫn còn dòng chữ "Ai về nước Nam cho tôi về với".
Năm 1690 tiến sĩ Nguyễn Danh Nho đi sứ sang Trung Hoa, tình cờ thấy mộ Tuệ Tĩnh, nhận ra là người cùng làng. Cảm động với lời nhắn gửi thiết tha của vị danh y, tiến sĩ Nguyễn Danh Nho đã sao chép bia mộ và tạc khắc bia đá mang về quê Hải Dương bây giờ.

### Công trình y dược
Những năm ở trong nước, Tuệ Tĩnh đã chăm chú nghề thuốc: trồng cây thuốc, sưu tầm kinh nghiệm chữa bệnh trong dân gian, huấn luyện y học cho các tăng đồ. Ông đã tổng hợp y dược dân tộc cổ truyền trong bộ sách giá trị là bộ Nam dược thần hiệu chia làm 10 khoa, khắc in năm Vĩnh Thịnh thứ 13 (1717), tàng bản tại chùa Hộ Xá – Giao Thủy (nay là chùa Viên Quang, xã Xuân Ninh, huyện Xuân Trường, tỉnh Nam Định)
Đặc biệt, ông có bộ Hồng Nghĩa giác tư y thư (2 quyển) biên soạn bằng quốc âm, trong đó có bản thảo 500 vị thuốc nam, viết bằng thơ Nôm Đường luật, và bài "Phú thuốc Nam" 630 vị cũng bằng chữ Nôm. Thơ văn Nôm đời Trần rất hiếm, nếu quả thực đó là tác phẩm của Tuệ Tĩnh thì chúng không chỉ giá trị trong y học mà còn là tác phẩm quan trọng trong lịch sử văn học bởi vì đây là các tác phẩm ở thời kì đầu của văn học chữ Nôm.
Từ bao đời nay, giới y học Việt Nam và nhân dân đều công nhận Tuệ Tĩnh có công lao to lớn trong việc xây dựng một quan điểm y học độc lập, tự chủ, sát với thực tế Việt Nam. Câu nói của ông: "Nam dược trị Nam nhân" thể hiện quan điểm đầy biện chứng về mối quan hệ mật thiết giữa con người với môi trường sống xung quanh. Quan điểm ấy dẫn dắt ông lên ngôi vị cao nhất của nền y học cổ truyền Việt Nam: Ông Thánh thuốc Nam! Trong trước tác của mình, ông không rập khuôn theo các trước tác của các đời trước, Ông không đưa kim, mộc, thủy, hỏa, thổ lên đầu mà xếp các cây cỏ trước tiên! Ông cũng phê phán tư tưởng dị đoan của những người chỉ tin vào phù chú mà không tin thuốc. Ông đã nêu ra nhiều phương pháp khác nhau để chữa bệnh như: châm, chích, chườm, bóp, xoa, ăn, uống, hơ, xông, v.v.
Tuệ Tĩnh đã không dừng lại ở vị trí một thầy thuốc chữa bệnh, ông còn tự mình truyền bá phương pháp vệ sinh, tổ chức cơ sở chữa bệnh trong nhà chùa và trong làng xóm. Có tài liệu cho biết, trong 30 năm hoạt động ở nông thôn, Tuệ Tĩnh đã xây dựng 24 ngôi chùa, biến các chùa này thành y xá chữa bệnh. Ông tập hợp nhiều y án: 182 chứng bệnh được chữa bằng 3.873 phương thuốc. Ông cũng luôn luôn nhắc nhở mọi người chú ý nguyên nhân gây bệnh, tìm biện pháp phòng bệnh tích cực. Tuệ Tĩnh nhấn mạnh tác dụng việc rèn luyện thân thể và sinh hoạt điều độ. Ông nêu phương pháp dưỡng sinh tóm tắt trong 14 chữ:
Bế tinh, dưỡng khí, tồn thần
Thanh tâm, quả dục, thủ chân, luyện hình
Tuệ Tĩnh còn tập hợp những bài thuốc chữa bệnh cho gia súc. Có thể nói, ông đã góp phần đặt cơ sở cho ngành thú y dân tộc của Việt Nam.

## Vinh danh
Tại Hải Dương, đền thờ Tuệ Tĩnh ở xã Cẩm Văn, Cẩm Vũ; ở chùa Hải Triều làng Yên Trung, nay là chùa Giám, xã Cẩm Sơn, huyện Cẩm Giàng.
Câu đối thờ ông ở đền Bia viết, dịch nghĩa như sau:
Mở rộng phương Tiên, công tế thế cao bằng Thái lĩnh
Sống nhờ của Phật, ơn cứu người rộng tựa Cẩm giang
Tại Nam Định, chùa Viên Quang (trước là chùa làng Giao Thủy, Hộ Xá), làng Nghĩa Xá, xã Xuân Ninh, huyện Xuân Trường, có gian thờ Tuệ Tĩnh có đại tự và đôi câu đối:
THẦN Y DIỆU DƯỢC
Sứ mệnh viên hoàn, hoàng giáp phương danh đằng Bắc quốc
Danh khôi tiến sĩ, thánh sư diệu dược chấn Nam bang.
Tại thành phố Hải Phòng, đền Yên Lư, thành phố Thủy Nguyên ban thờ ông cùng với Trần Hưng Đạo.
Tại khu B trường Đại học kỹ thuật y tế Hải Dương, khoa dược bệnh viện 103 Hà Nội, sân của Học viện Y – Dược học cổ truyền Việt Nam đều có tượng Tuệ Tĩnh.
Tên ông được đặt cho một bệnh viện trực thuộc Học viện Y – Dược học cổ truyền Việt Nam.
Tên đường Tuệ Tĩnh được đặt tên cho các con phố ở quận Hai Bà Trưng, thành phố Hà Nội, thành phố Hải Dương tỉnh Hải Dương , thành phố Vinh tỉnh Nghệ An, thành phố Huế tỉnh Thừa Thiên Huế, thành phố Yên Bái tỉnh Yên Bái.

## Danh ngôn
- Nam dược trị Nam nhân
- Ai về nước Nam cho tôi về với[4]